# Рогачёвская волость (Дмитровский уезд)
Рогачёвская волость — волость в составе Дмитровского уезда Московской губернии. Существовала до 1929 года. Центром волости было село Рогачёво.

## История
В 1927 году из части Рогачёвского с/с был образован Васильевский с/с, из части Мало-Рогачёвского — Гаврильцевский, из части Богдановского — Трехденевский, из части Нижневского — Устье-Пристанский.
В ходе реформы административно-территориального деления СССР в 1929 году Рогачёвская волость была упразднена.

## Состав волости

### Населённые пункты
По данным на 1913 год входили 45 населённых пунктов
- Абрамцево
- Аладьино
- Александрово
- Алешино
- Безбородово
- Безстужево
- Богданово
- Большое Рогачево
- Бородино
- Василево
- Васнево
- Гаврильцево
- Говейново
- Демьяново
- Жирково
- Ивановское
- Игнатово
- Копылово
- Костюнино
- Кочергино
- Лутково (Лутьково)
- Малое Рогачево
- Маслово
- Микляево
- Мурдасово
- Мякотино
- Назарово
- Нечаево
- Новоселки
- Олисово
- Поздняково (Поздниково)
- Попиха
- Поповское
- Рогачево — волостной центр
- Соколовский Починок
- Софрыгино
- Телешево
- Тишково
- Трехденево  (Трехднево)
- Худякино
- Чайниково
- Чернеево
- Черных
- Чешково

В 1917 году к Рогачёвской волости были присоединены селения Алексеево, Насадкино и Пехово Гарской волости, Банино, Глазачево, Давыдково, Дедюхино, Клюшниково, Куликово, Нижнево, Тимофеево, Усть-Пристань и Фофаново Караваевской волости, Горчаково, Нестерцево, Сальково, Селино и Семёновское Ольговской волости, Куракино, Романцево и Телешово Синьковской волости.

### Административно-территориальное деление
По данным 1918 года в Рогачёвской волости Дмитровского уезда было 16 сельсоветов: Аладьинский, Александровский, Богдановский, Говейновский, Ивановский, Кочергинский, Куликовский, Назаровский, Насадкинский, Рогачёвский, Подвязновский, Подмонастырский,Семёновский, Телешовский, Тимофеевский, Чернеевский.
В 1923 году Назаровский с/с был переименован в Мало-Рогачёвский, Подвязновский — в Микляевский, а Подмонастырский — в Нижневский.